# Stiria rugifrons
Stiria rugifrons är en fjärilsart som beskrevs av Augustus Radcliffe Grote 1874. Stiria rugifrons ingår i släktet Stiria och familjen nattflyn. Inga underarter finns listade i Catalogue of Life.